# Бардо (фильм)
«Бардо (или Лживая хроника пригоршни истин)» (исп. Bardo (o falsa crónica de unas cuantas verdades)) — художественный фильм 2022 года мексиканского режиссёра Алехандро Гонсалеса Иньярриту. Главные роли в нём сыграли Даниэль Хименес Качо, Гризельда Сисилиани, Химена Ламадрид, Икер Санчес Солано. Премьера состоялась на 79-м Венецианском кинофестивале. Картина получила противоречивые оценки критиков, но при этом была номинирована на ряд премий, в том числе на «Оскар» за лучшую операторскую работу.

## Сюжет
Главный герой картины — журналист и режиссёр-документалист Сильверио, который возвращается на родину, в Мексику, после 20 лет жизни в США. Его встречают как героя. Сильверио готовится к церемонии получения престижной премии, но в это время его охватывает ностальгия. Реальность в фильме постоянно перемежается видениями, причём одно бывает трудно отличить от другого.

## В ролях
- Даниэль Хименес Качо — Сильверио Гама
- Гризельда Сисилиани — Лусия
- Химена Ламадрид — Камилла
- Икер Санчес Солано — Лоренсо
- Джей О. Сандерс — посол Джонс
- Фабиола Гуахардо — Таня
- Франсиско Рубио — Луис
- Луис Кутюрье — призрак отца Сильверио

## Создание и оценки
Алехандро Гонсалес Иньярриту сам написал сценарий для «Бардо» совместно с Николасом Джиакобоне. Это первый его фильм после картины «Сука любовь», снятый в Мексике. Съёмки закончились в сентябре 2021 года. Премьера состоялась 1 сентября 2022 года на 79-м Венецианском кинофестивале. 27 октября «Бардо» вышел в театральный прокат в Мексике, 4 ноября — в ограниченный театральный прокат в США, 16 декабря появился на Netflix.
Фильм получил противоречивые отзывы критиков, которые высоко оценили игру Хименеса Качо и Сицилиани, операторскую работу Кхонджи и режиссуру Иньярриту, но раскритиковали сценарий и хронометраж. На сайте-агрегаторе отзывов Rotten Tomatoes «Бардо» получил рейтинг 60 % со средней оценкой 6,4/10. По мнению рецензентов с этого ресурса, авторы картины «неуверенно балансируют между гениальностью и явным потаканием своим желаниям». На сайте Metacritic фильм получил 55 баллов из 100, что указывает на «смешанные или средние» отзывы. Иньярриту в интервью Los Angeles Times заявил, что у критиков есть расовая предвзятость и что они неверно трактуют стремление режиссёра к самовыражению.
Обозреватель «Профисинема» Нина Ромодановская увидела в «Бардо» оммаж Федерико Феллини. Антон Долин охарактеризовал фильм как «виртуозный, раздражающий, самовлюблённый, мазохистический, вдохновенный и глупый одновременно», который обязательно нужно смотреть. Денис Виленкин во время Венецианского фестиваля отметил, что «с нового Иньярриту пачками выходят люди, но он точно что-то получит». Предсказание критика не сбылось: «Бардо» остался без наград.
Фильм вошёл в шорт-лист из 15 номинантов на кинопремию «Оскар» в категории Лучший иностранный художественный фильм. Номинацией была отмечена операторская работа Дариуса Хонджи.
| Премия                     | Категория                         | Номинант                     | Результат |
| -------------------------- | --------------------------------- | ---------------------------- | --------- |
| «Оскар»                    | Лучшая операторская работа        | Дариус Хонджи                | Номинация |
| «Выбор критиков»           | Лучший фильм на иностранном языке |                              | Номинация |
| «Спутник»                  | Лучший фильм на иностранном языке |                              | Номинация |
| Венецианский кинофестиваль | Золотой лев                       | Алехандро Гонсалес Иньярриту | Номинация |
| Венецианский кинофестиваль | UNIMED Award                      | Алехандро Гонсалес Иньярриту | Победа    |